# Moriscos (Spagna)
Moriscos è un comune spagnolo di 325 abitanti situato nella comunità autonoma di Castiglia e León.